# Salacia miegei
Salacia miegei là một loài thực vật thuộc họ Celastraceae. Đây là loài đặc hữu của Bờ Biển Ngà, có ở các khu rừng vùng đất thấp của Tây Guinea trong đó có Vườn quốc gia Taï, một khu bảo tồn chính của các loài đặc hữu và các loài sinh vật thuộc rừng mưa. Chúng hiện đang bị đe dọa vì mất môi trường sống.